# Österreich II
 Österreich II  ist eine von 1981 bis 1995 von Hugo Portisch und Sepp Riff für den ORF gestaltete historische Dokumentarfilmreihe über die Geschichte Österreichs nach 1945. Eine Neubearbeitung der Serie, wie sie schon bei Österreich I durchgeführt wurde, startete am 26. Oktober 2013 als Österreich II – Neuauflage 2013.

## Vorgeschichte
Im Juni 1981 präsentierte der Generalintendant des ORF, Gerd Bacher, dem Journalisten und TV-Kommentator Hugo Portisch den Vorschlag, die Geschichte der Zweiten Republik zwischen 1945 und 1955 in einer Serie von TV-Dokumentationen darzustellen.
Das Projekt drohte in der Anfangsphase zu scheitern, da große Teile der in hiesigen Archiven erwarteten filmischen Zeugnisse zur österreichischen Vergangenheit entweder bereits vernichtet oder nicht mehr auffindbar waren. Erst durch Recherchen in den Archiven der ehemaligen Besatzungsmächte konnten historisch wichtige Bestände wiederentdeckt werden. Zur Erschließung der gesammelten audiovisuellen Materialien wurde unter der Leitung von Peter Dusek das Historische Archiv des ORF aufgebaut.
Neben Interviews mit Personen der Zeitgeschichte griff man während der Vorbereitung der TV-Serie auch auf die Methoden der Oral History zurück. Abseits der politischen Geschichte schilderten auch einfache Menschen die Alltagsgeschichte der Nachkriegsjahre. Der Zugang zu den staatlichen Archiven Österreichs blieb Portisch und seinen Mitarbeitern zumeist verwehrt, da die hoheitlichen Akten aus der Zeit nach 1945 noch der 70-jährigen Archivsperre unterlagen.
Um dennoch wissenschaftlich gesicherte Erkenntnisse zu präsentieren, zog Portisch unter anderen die Universitätsprofessoren Erika Weinzierl, Gerald Stourzh, Norbert Schausberger, Gerhard Jagschitz, Manfried Rauchensteiner sowie den Leiter des Dokumentationsarchivs des österreichischen Widerstandes, Herbert Steiner, als Berater heran.

## Gestaltung
Als Moderator der Dokumentarserie agierte der dem TV-Publikum als Kommentator des Zeitgeschehens bekannte Portisch. Seine Einleitungen, Zusammenfassungen und Analysen umrahmten die aus Zeitzeugeninterviews und historischem Filmmaterial bestehenden Dokumentationen. Die visuelle Gestaltung oblag dem Kameramann Sepp Riff. Historisches Filmmaterial wurde eigens für die Ausstrahlung restauriert, stumme Szenen wurden mit Hintergrundgeräuschen unterlegt, um ihren Effekt beim Zuseher zu verbessern. Die Stimme von Otto Clemens führte aus dem Off anhand des von Portisch verfassten Textes durch die Sendungen.

## Ausstrahlung
Österreich II wurde in drei Staffeln produziert. Die erste Folge wurde im ORF am 20. Mai 1982 gesendet. Die ersten acht Folgen der Serie beschäftigten sich mit der unmittelbaren Nachkriegszeit, beginnend mit dem Einmarsch der Roten Armee am 29. März 1945. Die zweite Staffel bot einen Rückblick auf das Ende der Ersten Republik, setzte mit der Geschichte Österreichs unter nationalsozialistischer Herrschaft fort, um dann 1985, rechtzeitig zum 30-Jahre-Jubiläum der Unterzeichnung des österreichischen Staatsvertrages, dessen Entstehungsgeschichte zu erzählen. Die 1986 gesendete letzte Folge der zweiten Staffel beschäftigte sich mit dem Jahr 1956, dem ersten Jahr in völliger Unabhängigkeit.
Nach einer Unterbrechung, bedingt durch die Produktion der Dokumentarserie Österreich I über die Geschichte der Ersten Republik durch Hugo Portisch und sein Team, die 1989 fertiggestellt war, führten im Jahr des EU-Beitritts Österreichs, 1995, die sieben Folgen der dritten Staffel die Geschichte Österreichs bis zum Ende der Regierungszeit von Bruno Kreisky im Jahr 1983 fort.
Im Jahr 2005 gestaltete Portisch die vierteilige Dokumentarserie Die Zweite Republik – Eine unglaubliche Geschichte, die die österreichische Geschichte von 1945 bis 1955 noch einmal dem Fernsehpublikum präsentierte.
Ab 2013 wurde die Dokumentarserie von Hugo Portisch in Zusammenarbeit mit ORF III und Oliver Rathkolb inhaltlich überarbeitet, technisch aktualisiert sowie die Zwischenmoderationen neu eingesprochen. Die neu hinzugefügte 32. Folge spannt den Bogen von Kreiskys Rücktritt 1983 bis zum Beitritt Österreichs zur Europäischen Union 1995.

## Rezeption
Die Dokumentationen wurden zu einem großen Erfolg für den ORF. Die journalistische Darstellung der Zeitgeschichte machte die Entstehung der Zweiten Republik abseits von offiziellen Gedenkveranstaltungen zum Thema in der Öffentlichkeit. 1,5 Millionen Zuseher verfolgten durchschnittlich die Ausstrahlung der ersten beiden Staffeln im TV. Hugo Portisch und Sepp Riff erhielten 1983 für die Gestaltung von Österreich II die Goldene Kamera.
An den Erfolg der TV-Serie schlossen drei von Portisch geschriebene, reich illustrierte Bücher an. Diese basierten auf einem bereits zuvor publizierten Transkript des Sprechertextes, den die Österreichische Staatsdruckerei in vom österreichischen Unterrichtsministerium geförderten Sonderausgaben der Zeitschrift ORF nachlese veröffentlicht hatte. Die Videoedition der Serie wurde an den Schulen als offizielles Unterrichtsmittel zugelassen.
So prägte Österreich II das Geschichtsbild der österreichischen Jugend in den 1980er und 1990er Jahren. Historiker kritisierten den ereignisorientierten Zugang der Geschichtserzählung der TV-Serie, in deren Mittelpunkt die Politiker als Entscheidungsträger standen. Ökonomische und gesellschaftliche Zusammenhänge als Ursachen historischer Entwicklungen seien von Portisch zu wenig analytisch aufgearbeitet worden.
Ebenso Objekt der Kritik war die angeblich harmonisierende Darstellung der Vergangenheit, die Brüchen, Widersprüchen und Konfliktzonen möglichst auszuweichen trachtete. Österreich II wurde hier in der Tradition der „Koalitionsgeschichtsschreibung“ gesehen, die mehr dem Interessensausgleich zwischen den beiden die Republik dominierenden Parteien ÖVP und SPÖ als der historischen Wahrheit verpflichtet sei. Unter dem Vorwand objektiver Geschichtsdarstellung betreibe die Serie zudem die Selbstvergewisserung einer österreichischen Nation, die durch sie als einheitliches Kollektiv dargestellt werde.
Portisch verteidigte sich gegen diese Vorwürfe mit einem Hinweis auf seinen rein journalistischen Zugang zur Geschichte; zudem habe eine Fernsehsendung nicht die Möglichkeiten zu differenzieren, wie sie einem geschichtswissenschaftlichen Werk möglich seien.

## Folgen
- Österreich II (1) – Am Anfang war das Ende
- Österreich II (2) – Die Schlacht um Wien
- Österreich II (3) – Aufbruch aus dem Chaos
- Österreich II (4) – Das Ende der Alpenfestung
- Österreich II (5) – Wettlauf der Armeen
- Österreich II (6) – Das Erbe des Krieges
- Österreich II (7) – Die ersten Schritte
- Österreich II (8) – Das überlaufene Land
- Österreich II (9) – Das geteilte Land
- Österreich II (10) – Ein einig Volk
- Österreich II (11) – Die Zeit der Generale
- Österreich II (12) – Entscheidung für Österreich
- Österreich II (13) – Was tun mit Österreich?
- Österreich II (14) – Der Rest war Österreich
- Österreich II (15) – Ein Volk, ein Reich – kein Österreich
- Österreich II (16) – Heim aus dem Reich
- Österreich II (17) – Keine Zeit für Südtirol
- Österreich II (18) – Sonderfall Österreich
- Österreich II (19) – Wetterleuchten
- Österreich II (20) – Gewitter
- Österreich II (21) – Ein Tag wie kein anderer, Teil 1
- Österreich II (22) – Ein Tag wie kein anderer, Teil 2
- Österreich II (23) – Ein Tag wie kein anderer, Teil 3
- Österreich II (24) – Jahr der Bewährung
- Österreich II (25) – Die Wiedervereinigung Österreichs
- Österreich II (26) – Österreichs Weg in die Welt
- Österreich II (27) – Krisenjahre
- Österreich II (28) – 1968: Jahr des Aufbruchs – Jahr des Umbruchs
- Österreich II (29) – Österreich und der Kalte Krieg
- Österreich II (30) – Die Ära Kreisky 1 – Die Reformen
- Österreich II (31) – Die Ära Kreisky 2 – Die Konflikte
- Österreich II (32) – Auf dem Weg nach Europa (Neuauflage 2013)